# OGame
OGame（オーゲーム）は、ドイツの企業Gameforge Productions GmbHによって製作されたブラウザゲームである。種別としては戦略シミュレーションに分類される。

## 概要
プレイヤーは惑星で各種資源を採掘し、その資源を用いて地上施設・宇宙艦船・技術の開発を行い支配惑星を増やす事を目的とする。他プレイヤーの惑星を襲い資源を奪う事で成長を加速する事もできる。
現在日本では5つのゲームサーバが運営されており、各サーバは「宇宙」と呼称されている。サーバ間での資源等のやり取りは行なえず、また1つのサーバで複数のアカウント登録は禁止されている。
プレイ自体は無料であるが、一部の機能や特典については有料となっている。

## システム

### 資源
主に3種類の資源を利用する。

#### メタル
- 金属のこと。
- 他の資源と比べ入手できる量が多く、ほぼ全ての開発において必要になる基礎的な資源である。

#### クリスタル
- 水晶のこと。
- 電子部品や合金等、先端技術の開発に必要な資源である。

#### デューテリウム
- 重水素のこと。
- 宇宙船の燃料として主に使用される一方、先端技術の開発においても必要となる資源である。
- 他の資源と比べ入手できる量が少ない。

### 技術開発
技術開発を行うことで製造可能な艦船・兵器・各種施設の種類を増やし防御・攻撃兵器のレベルアップを行うことが出来る。

### 戦闘
- 製造した艦船で艦隊を編成し惑星に攻撃を行い勝利することで攻撃した惑星の資源を略奪することが出来る。
- 破壊した敵艦隊の残骸は資源として回収する事ができる。
- 戦術面での操作は必要がない。戦闘は攻撃艦隊が惑星到着後、自動的に行われる。

### 資源交換
資源の過不足に応じて他プレイヤーと資源のやり取りを行う事ができる。

### 支配惑星
- 開始時に1つの惑星を与えられる（初期惑星）。ゲームの進行に伴い、最大で9個の惑星（ゲーム内では、コロニーと呼ばれる）を所有することが出来る。
- 初期惑星は、ランダムで惑星の位置（座標）が決まる。また、初期惑星の位置を変える事は出来ない。
- コロニーは、自身で惑星の位置を決められる。また、自身のコロニーを放棄する事が可能である。

#### 宇宙
宇宙は9つの銀河から構成されており、各銀河は499個の星系から構成されている。各星系には16個のスロットがあり、それぞれに惑星やコロニーを割り当てる事ができる。
惑星やコロニーの座標は[X:YYY:ZZ]という値で表される。
- X:銀河番号
- YYY:星系番号
- ZZ:惑星番号

#### Field
- 惑星の大きさを表す。Field数以上の施設は建造できない。
- 初期惑星は一律163Fieldである。

## 各種設備兵器

### 惑星上の施設
メタル採掘所
メタルを採掘する施設。
クリスタル採掘所
クリスタルを採掘する施設。
デューテリウムシンセサイザー
デューテリウムを採掘する施設。
ソーラープラント
各施設に電力供給する太陽光発電所。

### 艦船
艦船の運用にはデューテリウムが必要である。
小型輸送機
少量の資源しか積めないが安価で製造可能な輸送機。リサーチによって、より高速にすることが可能。
大型輸送機
大量の資源を積めるが高価な輸送機。リサーチでの研究により小型輸送機と比べて高速に輸送が可能となる。
軽戦闘艦
敏捷性に優れる安価な戦闘艦。モデルは駆逐艦。
重戦闘艦
改良した機関を搭載する戦闘艦で、軽戦闘艦よりも総合的な能力で勝る。
巡洋艦
攻撃力や防御力、速度性能において重戦闘艦を凌ぐ性能をもつ戦闘艦。モデルは巡洋艦。
バトルシップ
巡洋艦を更に大型化する事で高い攻撃力や防御力を備えた主力戦闘艦。モデルは戦艦
コロニーシップ
コロニーの建設に必要な輸送艦。資源の輸送能力は高いが、一方で速度性能は低い。コロニーシップ自体は使い捨てである。
残骸回収船
戦闘により破壊された艦船の残骸を回収する事ができる。資源の輸送能力は高いが、一方で速度性能は低い。
偵察機
他プレイヤーの惑星やコロニーを偵察する事ができる。速度性能は最高を誇るが、資源の輸送能力が著しく低い。
爆撃機
惑星やコロニーの防衛施設を破壊するために作られた戦闘艦。攻撃力はバトルシップを凌ぐが、一方で速度性能が低く燃費が著しく悪い。
ソーラーサテライト
衛星軌道上に作られる太陽光発電所。ソーラープラントと比べ、安価で製造できるが発電量は少ない欠点をもつ。
デストロイヤー
バトルシップ、大型戦艦を上回る攻撃力をもつ戦闘艦。その一方で速度性能、燃費が悪い欠点をもつ。
デススター
衛星規模の大きさを誇る宇宙要塞。モデルは「スター・ウォーズ エピソード4/新たなる希望」のデス・スター。
大型戦艦
艦隊攻撃用の戦闘艦。強力な耐久力とシールドを誇り、各艦船に対し強力な戦闘能力を誇る。

### 防衛施設
防衛施設は艦船と違い惑星やコロニー間を移動することができない。
ロケットランチャー
基本的な防衛施設でロケットランチャーを使用している。
ライトレーザー
基本的な防衛施設でレーザー兵器を使用している。
ヘビーレーザー
ライトレーザーを改良し発展させた防衛施設。
ガウスキャノン
粒子加速器を使用する事で高速度で弾丸を発射する大砲。
イオンキャノン
電磁パルスを使用した防衛施設。
プラズマ砲
プラズマを電磁加速し、超高速にて射出する防衛装置。
小型シールドドーム
コロニーの周囲にバリアを展開させる事でコロニーに対して一定の防御力を付加する防衛装置。
大型シールドドーム
小型シールドドームに比べ強力なバリアを展開する事ができる。
抗弾道ミサイル
星間ミサイルを迎撃する事が可能なミサイル。
星間ミサイル
自身の惑星やコロニーから直接他プレイヤーの惑星やコロニーを攻撃する事が可能なミサイル。抗弾道ミサイルでのみ防ぐ事が可能である。

## 公式ルール
「多重アカウント禁止」「貢ぎ禁止」「粘着的な攻撃禁止」等、ゲーム運営者により細かなルールが定められている。ルール違反者に対してはアカウントの停止等の罰則がある。